# Buckleya distichophylla
Buckleya distichophylla là một loài thực vật có hoa trong họ Santalaceae. Loài này được (Nutt.) Torr. mô tả khoa học đầu tiên năm 1843.